# Monument aux morts d'Avon (Seine-et-Marne)
Le monument aux morts d'Avon est un mémorial situé entre Fontainebleau et Avon (Seine-et-Marne), en France.

## Situation et accès
Le monument est situé en face de l'entrée du cimetière d'Avon, dans la continuité urbaine de la ville d'Avon, mais sur le territoire communal de Fontainebleau, près de leur limite. Plus largement, il se trouve dans le département de Seine-et-Marne, en région Île-de-France.

## Histoire

### Souscription et adjudication
Une souscription est ouverte à Avon pour l'érection d'un monument « à ses fils tombés au champ d'honneur » : elle récolte, en décembre 1920, 18 511,20 francs. Comme le relaie la presse à l'époque : « Le Comité municipal du monument est heureux de constater avec quel touchant empressement tous ont répondu généreusement à son appel ; petites et grosses souscriptions sont venues contribuer à ce résultat, d’autant plus méritoire que le chiffre de la population d’Avon ne peut prétendre à faire compter cette commune au rang des grandes villes ». L'adjudication a lieu le 11 janvier 1921, à 2 heures, à l'hôtel de ville. Elle est organisée à forfait, sur soumissions cachetées, en un seul lot,pour les travaux de terrassement, maçonnerie, pierre. Le monument est établi selon les plans de l'architecte Fernand Lucas,.

### Inauguration
La cérémonie d'inauguration a lieu le 1er novembre 1921. Elle donne lieu à une assistance nombreuse, avec la présence de notabilités politiques, civiles, militaires et religieuses et sous la présidence de Georges Lugol, délégué de Seine-et-Marne et sous-secrétaire d'État aux Régions libérées,. Y est également présente la section des Médaillés militaires qui dépose une palme sur le monument. Devant le monument, des discours sont prononcés par Léopold Merrienne, maire d’Avon ; Paul Peytral, préfet de Seine-et-Marne ; Georges Lugol ; Cuiné, conseiller d’arrondissement ; le docteur Lefèvre, conseiller général ; Albert Ouvré, Jules Prevet et Jacques-Louis Dumesnil, députés, Eugène Penancier et Jacques Regismanset, sénateurs. Un piquet du 32e régiment d’artillerie rend les honneurs.
Le cortège, qui se forme à l'hôtel de ville, en part à 14 heures : en tête marchent deux sections d’artillerie à pied avec les trompettes ; les bannières des Sociétés locales, la Société de secours mutuels, Saint-Fiacre, et la Jeunesse d’Avon ; puis viennent les enfants des écoles, portant chacun un bouquet ; les sections de Fontainebleau des Médaillés militaires et des Vétérans, une délégation du Souvenir français ; ensuite les personnalités officielles, le conseil municipal de la commune en entier, auquel sont venus se joindre un très bon nombre de leurs collègues des communes voisines : Fontainebleau, représenté par son maire, Narcisse Bonnet, les deux adjoints, Médard et Doigneau, Huot, Nollevaux, Calmette, Poitevin, Roussant, Lafuste, entre autres ; Vulaines-sur-Seine, avec le maire Henri Bernard, l'adjoint Chevalier, Darnige, Lardy et Chauvot, conseillers ; Thomery, Pampile, Samoreau, Les Écoles, Héricy ; sans compter bon nombre d’habitants de toutes ces localités, sans parler d’Avon dont la population vient en masse ; la foule débordait tellement, notamment de Fontainebleau. Lorsque le cortège entre dans le cimetière, bien des assistants sont obligés de rester en dehors tellement est grande l’affluence. Une estrade est dressée à droite ; y prennent place Merienne, Lugol, Peytral, Régismanset, Penancier, Ouvré, Prevet, Dumesnil, Fragnaud ; docteur Lefèvre, conseiller général ; Cuinat, vice-président du conseil d’arrondissement ; les généraux Magnin, Dumas ; colonels Kauffer, Thomas ; commandant Bordeaux, capitaine Morin, Saisset, président du Tribunal ; le procureur de la République, Coste ; juge de paix, Campault ; Fossier, Singuinet, inspecteur et inspecteur-adjoint des Eaux et Forêts ; l’abbé Gourbeix, curé d’Avon, ainsi que tout autour les membres des familles et des sociétés venues pour les honorer.
Merienne, maire d’Avon, prend le premier la parole. Il remercie les personnalités, les autorités, les sociétés, les enfants des écoles. Il exprime le remords aussi les souscriptions volontaires qui ont permis d’élever ce monument, l’effort magnifique, touchant, unanime de la population. Il rappelle la lutte formidable de la France et sanctifie la victoire de la République. L’appel des morts au champ d’honneur est fait alors au milieu d’un silence universel ; à la fin de l’appel, un caporal de la Compagnie des sapeurs-pompiers d’Avon, décoré de la Croix de Guerre, répond en saluant militairement : morts pour la France. La minute est solennelle, l’évocation de ces noms fait couler des larmes nombreuses. Cependant le Maire continue son discours et, dans sa péroraison, fait au nom de la commune le serment de ne pas oublier ces morts :

« Nous viendrons chaque année devant ce monument commun, rappeler à ceux qui que nous sont nos droits, nous recueillir, saluer les morts et nous retremper à l’ombre de votre héroïsme, source de notre force. Il faut de nouveau puiser dans la faculté, de force de continuer dans la paix l’œuvre de relèvement social et matérielle de notre pays ; par là, votre sacrifice aura été utile, il n’aura pas servi en vain et assurera à la fois la République et de la France indissolubles.

Gloire à notre France éternelle,

Gloire à ceux qui sont morts pour elle ! »

Après lui prennent successivement la parole Peytral, Lugol, Cuinat, docteur Lefèvre, Ouvré, Prevet, Dumesnil, Penancier, Régismanset : soit au total dix discours prononcés. Dans l’ensemble de leurs paroles, tous les orateurs rendent hommage aux morts, à leur sacrifice, à leurs familles, aux femmes de France, héroïques elles aussi comme les veuves, les mères, les sœurs, les fiancées, et affirmé que cette guerre-ci, sinon toute guerre, serait la dernière, du moins tout le monde l’espère, que le Gouvernement « saura, dans une sagesse éclairée, ne point gaspiller la force que force [française] pendant la paix aura permise d’assurer la durée de la paix, maintenir la sécurité des peuples et, d’une façon plus large, la sécurité sociale ». Ils parlent aussi de justice, de solidarité humaine, de fraternité universelle. Lugol, qui s’était excusé de parler avant son tour parce que d’autres cérémonies analogues l’attendaient, s’est en effet exprimé dès le début de la réunion, mais avait fait présenter Lucas et lui remit les insignes d’officier de l’Instruction publique, en les accompagnant du témoignage suivant : « Le Gouvernement de la République, qui a connu le magnifique monument élevé ici, a voulu le récompenser comme il le méritait et l’a nommé officier de l’Instruction publique. »

## Structure
Le monument se présente comme un « un mausolée d’un style sobre et harmonieux », d'après La République de Seine-et-Marne ; « il est fort simple, c’est une œuvre uniquement architecturale », d'après L'Abeille de Fontainebleau. Sur la face antérieure est une croix de guerre surmontée d’une palme en pal ; et au-dessus l’inscription suivante : « Avon », « à ses fils morts pour la France », « 1914-1918 », sur trois lignes en lettres capitales. Au pied du monument est une corbeille avec des gerbes de fleurs fraîches voisines.